# Harry Weerman
Harrie Weerman (Emmen, 27 mei 1947) is een Nederlandse handbal-toptrainer, bondscoach en voormalig international, alsmede ex-voetbalbestuurder.

## Biografie
In zijn jeugd beoefende Weerman atletiek, handbal, voetbal en volleybal. Op zestienjarige leeftijd koos hij definitief voor het handballen en ging hij spelen bij de Emmense vereniging E&O. Hij speelde in Jong Oranje en later ook 28 keer in het nationale seniorenteam.
Na afloop van zijn carrière als handballer werd Weerman handbaltrainer - als eerste bij de E&O-dames, in de 2e divisie. Hij was gedurende vier seizoenen coach van Jong Oranje en gedurende twee seizoenen van het Nederlands seniorenteam. Ook trainde hij de mannenploeg van E&O. In zijn eerste seizoen 1981/82 werd het team kampioen van de eerste divisie Noord; in 1988/89, 1990/91 en 1991/92 werd de selectie onder zijn leiding kampioen van de eredivisie. Vervolgens werd Weerman trainer van de zeer jonge en nog veelbelovender vrouwenploeg van E&O, waarmee hij na het seizoen 1994/95 dan ook promoveerde naar de eredivisie. De zo goed als geheel uit lokale en regionale beloftes opgebouwde spelersgroep zette haar ontwikkeling in de eredivisie vlot voort, er werden prijzen gewonnen en bestuur, team en trainer streefden naar verdere professionalisering. In de loop van 1996 stak het Nederlands Handbal Verbond daar een stokje voor. De bond gaf groen licht voor het super-ambitieuze plan van bondscoach Bert Bouwer, om de internationals uit de competitie te halen, teneinde bij Oranje 20 uur per week te kunnen trainen en ongestoord oefeninterlands af te werken. Hoofddoel: plaatsing voor de Olympische Spelen van 2000 in Sydney.
Dit had voor Harry Weerman rampzalige gevolgen: zijn spelerskader werd letterlijk gehalveerd. E&O kon weer helemaal opnieuw beginnen. Het Nederlands Handbal Verbond deed een concessie, maar die betrof niet de dames 1 problemen waar Weerman zo genadeloos mee opgescheept werd. Harry Weerman stelde vervolgens een daad die op twee manieren kan worden uitgelegd. Maar feit is, dat de Emmer handbalpionier duidelijk wilde maken, dat een Verbond niet zomaar het werk van clubtrainers en verenigingen kan negeren. Harry Weerman stapte bij E&O op.
In 1997 werd Weerman commercieel directeur van FC Emmen. Hij werd na een reorganisatie in 2004 ontslagen. Later kreeg hij een vergelijkbare functie bij E&O. In 2005 was hij er weer tijdelijk trainer van de mannenploeg. Ook keerde hij terug bij de nationale handbalbond als assistent-bondscoach van de nationale mannenploeg en als coach van de jeugd. In 2006 richtte hij, samen met Monique Tijsterman de HandbalAcademie op. Van 2007 tot 2012 was Weerman bondscoach van nationaal team van de mannen. In 2012 stopte hij als bondscoach. In 2014 ging hij weer de dames van E&O trainen. Voordat hij in 2019 aan de slag ging als assisent-bondscoach bij de vrouwen van het Nederlands team, was hij vrijwilliger bij het NHV.